# ムスターミン
ムスターミンとはかつてのイスラーム世界に於いて一時的（通常は一年間）に生命・財産・信仰などを保証された人間の事である。イスラーム世界に於ける異教徒の隷属民ズィンミーとは異なり、彼等は多く異教徒の国家の外交官、若しくはそれらの国々からの旅行者や商人であった。彼等の持つ権利は法制上はズィンミーとほぼ同等であったが、ムスターミンはズィンミーと違いイスラーム共同体への脅威とはなりにくいため、実際の統治では迫害の対象となりにくく、大目に見られた。